# بوریس گودونف (اپرا)

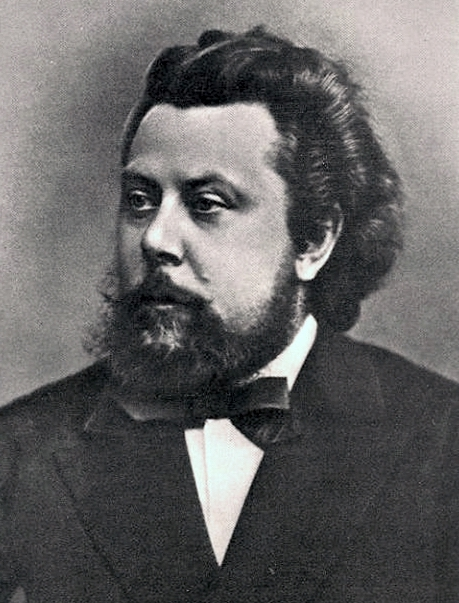
موسورگسکی، ۱۸۷۰ میلادی

بوریس گودونُف  (روسی: Борис Годунов, Borís Godunóv) اپرایی از آهنگساز روس مودست موسورگسکی (۱۸۳۹–۱۸۸۱) است؛ که میان سال‌های ۱۸۶۸ و ۱۸۷۳ در سن پترزبورگ روسیه تصنیف گشت. بوریس گودونف شاهکار موسورگسکی و برجسته‌ترین ساخته او دانسته می‌شود. موضوع این اپرا بوریس گودونوف، حاکم روسیه است که در میان سال‌های (۱۵۹۸ تا ۱۶۰۵) تزار این کشور بود. موسورگسکی اپرانامهٔ بوریس گودونُف را برپایهٔ نمایش‌نامهٔ بوریس گودونف الکساندر پوشکین، به زبان روسی نوشت.
موسورگسکی در هنگام حیاتش دو نسخه از اپرا را تصنیف کرد. نسخهٔ اولیه که در سال ۱۸۶۹ تصنیف شده بود، توسط تئاتر شاهنشاهی به دلیل نداشتن خوانندهٔ پریما دونا رد شد. نسخهٔ دیگر که در سال ۱۸۷۲ اصلاح شده بود، برای نخستین بار در سال ۱۸۷۴ در سن پترزبورگ اجرا شد.
هر دو نسخهٔ بوریس گودونفِ تنظیم‌شده توسط موسورگسکی، به‌ندرت اجرا شده‌اند، و سازبندی و صحنه‌آرایی این اپرا چندین بار تغییر یافته یا مورد تجدید نظر قرار گرفته‌است.
تاکنون چندین آهنگساز به اصلاح نسخهٔ اصلی اپرا همت گمارده‌اند. از جمله برجسته‌ترین این اصلاح‌ها توسط نیکولای ریمسکی-کورساکف و دمیتری شوستاکوویچ انجام شده‌است.
بوریس گودونف در میان محبوب‌ترین اپراهای روسی از نظر شمارِ اجرا بر روی صحنه است.

## تاریخ

### تاریخ ساخت
تا پایان سال ۱۸۶۸، موسورگسکی دو پروژه اپرای مهم را شروع و نیمه تمام رها کرد. یک اپرای قدیمی، رمانتیک و تراژیک سالامبو (تحت تأثیر اپرای جودیت الکساندر سروف) و یک اپرای معاصر و ضد رمانتیک بنام ازدواج تحت تأثیر اپرای مهمان سنگی الکساندر دارگومیژسکی. اپرای بعدی موسورگسکی تلفیق اصیلی بود از دو اپرای متضاد مذکور (سبک رمانتیک اپرای سالامبو و سبک رئالیست اپرای ازدواج).
در پاییز ۱۸۶۸، ولادیمیر نیکولوسکی، استاد تاریخ و زبان روسیه و مؤلف آثاری دربارهٔ پوشکین، به موسورگسکی پیشنهاد ایدهٔ ساخت اپرایی بر اساس نمایشنامه بوریس گودونوف پوشکین را داد. این نمایشنامه که براساس مدل آثار تاریخی شکسپیر بود، در سال ۱۸۲۵ نوشته و در سال ۱۸۳۱ چاپ شده بود اما تا سال ۱۸۶۶ و ۳۰ سال پس از مرگ مولفش اجازهٔ اجرا نگرفته بود. اجازهٔ اجرا به‌صورت مشروط و با حذف صحنه‌هایی امکان‌پذیر شد. با اینکه اشتیاقها برای این کار بالا بود، اما موسورگسکی با موانع بزرگی مواجه بود. قانونی در سال ۱۸۳۷، نمایش تزار در اپراها را ممنوع اعلام کرده بود.